# Al Basty
Al Basty (turco: Albastı; uzbeko: Alvasti; tártaro, kirguís, kazajo: Албасты, chuvasio: Алпастă, en azerí: Albasdı, ruso: Албасты́) o Al Kardai es un espíritu femenino antiguo, personificación de la culpa, que se encuentra en el folclore de la cordillera del Cáucaso, con orígenes tan lejanos como en la mitología y la religión sumerias. Al significa rojo y bastı significa presión o presionar en las lenguas túrquicas.

## En otros idiomas
- Baskir: Албаҫты
- Uzbeko: Alvasti
- Altái: Алвасти́
- Turcomano: Албассы
- Kirguís: Албарсты́
- Nogayo: Албаслы́
- Cumuco: Албаслы́
- Bálkaro: Алмасты́
- Tayiko: Албасти
- Lezgiano: Алпаб
- Checheno: Алмазы
- Yagnobi: Албасты
- Chuvasio: Алпастă
- Sogdiano: Олбасты
- Ruso: Албасты́